# Digital Stacks
株式会社Digital Accels（デジタルアクセルズ、英文社名  Digital Accels Inc.）は東京都品川区に本社を置くクラウドコンピューティングサービスの企業。1995年3月事業開始。（前株式会社Digital Stacks（デジタルスタックス）、旧バーチャルコミュニケーションズ株式会社）

## 概要
- マーケティング、システム、オフィス分野での各種クラウドサービスの販売
- クラウドを活用したビジネスのコンサルティングやソリューションの提供
- 主要パートナー：Adobe、Digital.ai、PagerDuty、Smartsheet、1Password